# صباح الورد
صباح الورد هي مجموعة قصصية، من تأليف الأديب المصري نجيب محفوظ، ومكونة من 3 أجزاء: أم أحمد، وصباح الورد، وأسعد لله مساءك.